# Кючюкчекмедже (озеро)
Кючюкчекмедже (Кючюк-Чекмедже, тур. Küçükçekmece Gölü) — озеро (лагуна) с солёной водой в европейской части Турции, в Восточной Фракии, на территории провинции Стамбул. Сформировалось как бухта Мраморного моря. Затем озеро отделено баром (отмелью) от моря. Соединяется с морем узкой протокой. Через пролив, соединяющий озеро и бухту, османский инженер Синан построил мост Кючюкчекмедже.
В озеро впадает река Сазлыдере, в античное время известная как Батюниас (др.-греч. Βαθύνιας, лат. Bathynias). На реке построена плотина.
Западнее расположено озеро Бююкчекмедже.
Через озеро Кючюкчекмедже пройдёт Стамбульский канал.
На берегу озера Кючюкчекмедже был расположен античный греческий город Батонея (Батония, др.-греч. Βαθονεία, лат. Bathonea), ныне Кючюкчекмедже. При раскопках в Батонее найдено поселение викингов, которое датируется периодом между IX и XI веками.